# Rákosvölgyudvarnok
Rákosvölgyudvarnok (szlovákul Nitrica) község Szlovákiában, a Trencséni kerületben, a Privigyei járásban. Bélaudvarnok és Rákosvölgy települések egyesítésével jött létre.

## Fekvése
Privigyétől 18 km-re délnyugatra, a Nyitrica-patak bal partján található.

## Története
Rákosvölgyet 1113-ban a zobori apátság birtokainak határleírásában említik először.
Bélaudvarnok első említése 1249-ben történt, amikor a nyitrai várispánságtól a zoborhegyi kolostorhoz került.
A trianoni diktátumig mindkét falu Nyitra vármegye Nyitrazsámbokréti járásához tartozott.
1960-ban Bélaudvarnok és Rákosvölgy egyesült, Rákosvölgyudvarnok néven.

## Népessége
| Év:            | 1994. | 2004.   | 2014.   | 2024.   |
| -------------- | ----- | ------- | ------- | ------- |
| Emberek száma: | 1219  | 1260    | 1223    | 1151    |
| Eltérés:       |       | +3,36 % | -2,93 % | -5,88 % |

| Év:            | 2023. | 2024.   |
| -------------- | ----- | ------- |
| Emberek száma: | 1166  | 1151    |
| Eltérés:       |       | -1,28 % |

1970-ben 1394-en lakták: 1 magyar és 1387 szlovák.
1980-ban 1357 lakosából 1 magyar és 1348 szlovák volt.
1991-ben 1245-en lakták, ebből 2 magyar és 1234 szlovák. 
2001-ben 1244 lakosából 1 magyar és 1235 szlovák volt.
2001-ben 1242-en lakták, ebből 3 magyar, 5 cseh, 1-1 ruszin és morva, 1134 szlovák és 98 ismeretlen nemzetiségű.

## Neves személyek
- Itt született 1869-ben Ernyey József János múzeumi főigazgató.

## Nevezetességei
- Kápolna a 19. század közepéről.
- Neogótikus kápolna a 19. század végéről.
- Barokk szobor 1793-ból.

## Lásd még
- Bélaudvarnok
- Rákosvölgy